# گکوی پولک‌تیغه‌ای
 گکوی پولک‌تیغه‌ای (نام علمی: Carinatogecko) نام یک سرده از تیره گکو است.